# Pinesburg (Maryland)
Pinesburg es un lugar designado por el censo ubicado en el condado de Washington en el estado estadounidense de Maryland. En el Censo de 2010 tenía una población de 449 habitantes y una densidad poblacional de 236,83 personas por km².

## Geografía
Pinesburg se encuentra ubicado en las coordenadas 39°37′37″N 77°51′22″O / 39.62694, -77.85611. Según la Oficina del Censo de los Estados Unidos, Pinesburg tiene una superficie total de 1.9 km², de la cual 1.9 km² corresponden a tierra firme y (0%) 0 km² es agua.

## Demografía
Según el censo de 2010, había 449 personas residiendo en Pinesburg. La densidad de población era de 236,83 hab./km². De los 449 habitantes, Pinesburg estaba compuesto por el 99.33% blancos, el 0% eran afroamericanos, el 0% eran amerindios, el 0% eran asiáticos, el 0% eran isleños del Pacífico, el 0% eran de otras razas y el 0.67% pertenecían a dos o más razas. Del total de la población el 1.34% eran hispanos o latinos de cualquier raza.